# لقمان جشمة (سيمكان)
لقمان جشمة (بالفارسية: لقمان چشمه) هي قرية تقع في إيران في قسم سیمکان الريفي. يقدر عدد سكانها بـ 72 نسمة بحسب إحصاء 2016.